# 1518
| 1518               |
| ------------------ |
| Dødsfald - Fødsler |
|                    |

| Gregoriansk kalender | 1518 MDXVIII            |
| Ab urbe condita      | 2271                    |
| Armensk kalender     | 967 ԹՎ ՋԿԷ              |
| Kinesiske kalender   | 4214 – 4215 丁丑 – 戊寅 |
| Etiopisk kalender    | 1510 – 1511             |
| Jødisk kalender      | 5278 – 5279             |
| Hindukalendere       |                         |
| - Vikram Samvat      | 1573 – 1574             |
| - Shaka Samvat       | 1440 – 1441             |
| - Kali Yuga          | 4619 – 4620             |
| Iransk kalender      | 896 – 897               |
| Islamisk kalender    | 924 – 925               |

Konge i Danmark: Christian 2. 1513-1523
Se også 1518 (tal)

## Begivenheder
Året før havde Martin Luther skrevet sine berømte teser og slået dem op på kirkedøren i Wittenberg. 
I 1518 blev der indledt en kætterproces mod Luther ved rigsdagen i Augsburg.
I Strasbourg finder en af de mest veldokumenterede dansepidemier sted hvor folk danser til de dehydreret kollapser. Flere hundrede personer danser uhæmmet i gaderne.

## Født
- 21. februar - prins Hans af Danmark (død 1532.)